# أسد جرابي
الأسد الجرابي (بالأنجليزية: Marsupial lion) هو نوع منقرض من الثدييات الجرابية آكلة اللحوم التي عاشت في أستراليا من أوائل العصر البليستوسيني. على الرغم من اسمه، فإنه لا يرتبط ارتباطًا وثيقًا بالأسد، ولكنه عضو في ترتيب ثنائيات الأسنان الأمامية، وهو أحد المجموعات التصنيفية لجرابيات الأسترالية.

## الوصف

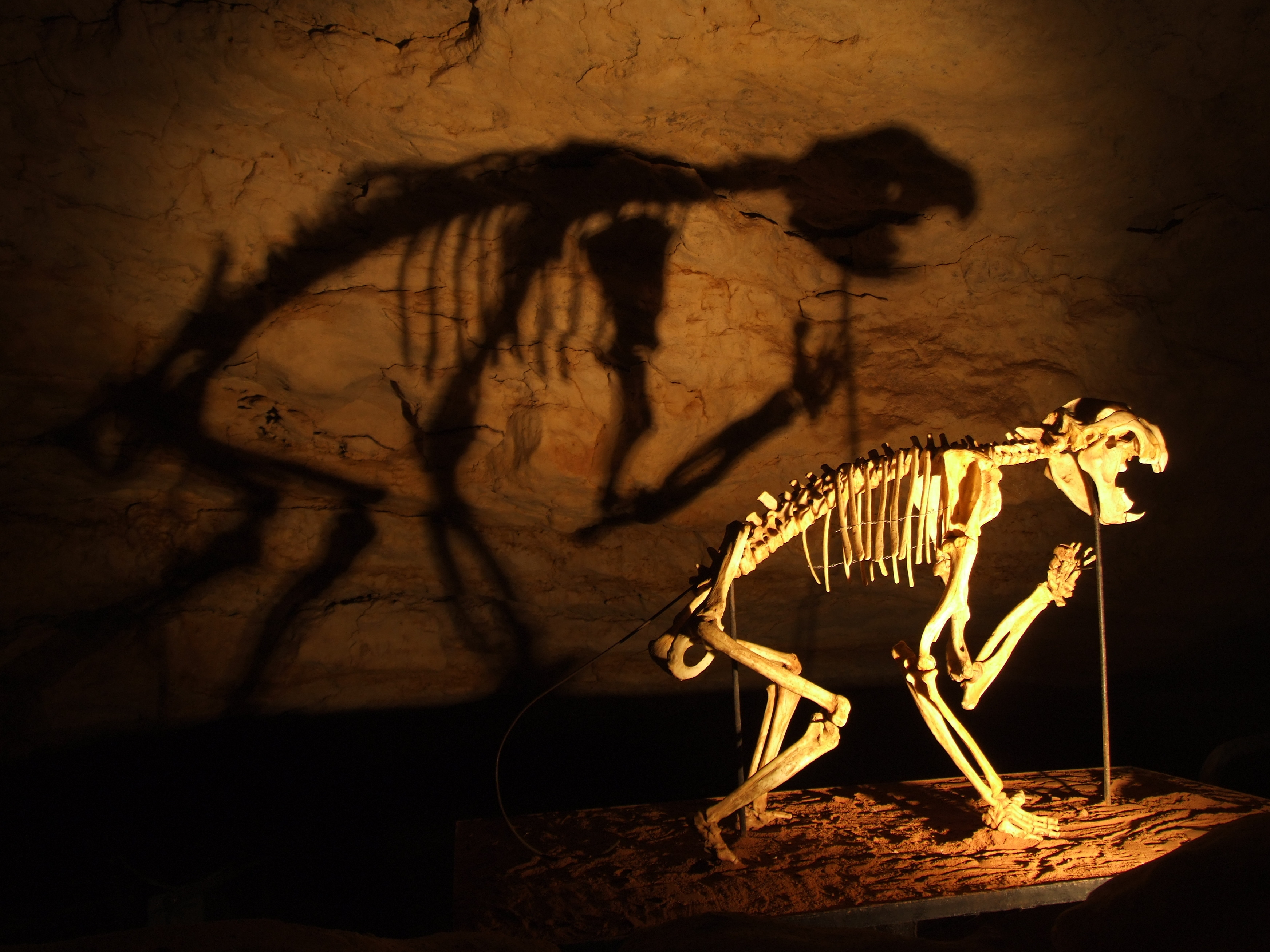
هيكل عظمي لأسد جرابي (Thylacoleo carnifex) في كهف فوسيل فيكتوريا ، كهوف ناراكورت الوطنية ، جنوب أستراليا

يُعتبر الأسد الجرابي أكبر ثدييات أكل اللحوم المعروفة في أستراليا، وواحد من أكبر الحيوانات آكلة اللحوم من أي مكان في العالم. تراوحت بعض الأفراد على ارتفاع حوالي 75 سم (30 بوصة) عند الكتف وحوالي 150 سم (59 بوصة) من الرأس إلى الذيل.  تظهر القياسات المأخوذة من عدد من العينات أن متوسط وزنها يتراوح بين 101 و 130 كجم (223 إلى 287 رطل)، على الرغم من أن الأفراد الذين يصل وزنهم إلى 124–160 كجم (273–353 رطل) ربما لم يكونوا غير شائعين، وكان أكبر وزن  128-164 كجم (282–362 رطل). وهذا سيجعلها مماثلة للأسود الإناث والببور الإناث في الحجم العام.
كان الحيوان قوياً للغاية مع فكين مدمجين بقوة وأطرافه الأمامية قوية جداً.  فهوا يمتلك مخالب قابل للسحب، سمة فريدة من نوعها بين جرابيات.  هذا من شأنه أن يسمح للمخالب أن تظل حادة من خلال حمايتهم من التآكل على الأسطح الصلبة.  كانت المخالب مناسبة تمامًا لتأمين الفريسة وتسلق الأشجار.  كانت الأرقام الأولى ("الإبهام") على كل يد شبه قابلة للاحتكاك وتحمل مخلب موسع.  يعتقد علماء الحفريات أن هذه المخالب تُستخدم لتصدي لفرائسها المقصودة، بالإضافة إلى تزويدها بقاعدة ثابتة على جذوع الأشجار وفروعها.  كان للقدمين الخلفيتين أربعة أصابع وظيفية، حيث كان حجم الاصبع الأول منخفضًا إلى حد كبير، ولكن لديه وسادة خشنة مشابهة لتلك التي تمتلكها الأسود، والتي ربما ساعدت في التسلق.  إن اكتشاف عينة في عام 2005 شملت أقدام خلفية كاملة قدم دليلًا على أن الأسد الجرابي عرض متلازماً (أصابع القدم الثانية والثالثة) مثل الخطوط الثنائية الأخرى.
كانت مؤخرة الأسد الجرابي متطورة أيضًا، وإن كان بدرجة أقل من مقدمة الحيوان.  يُظهر بقايا الحيوان أنه كان ذا ذيل قوي وسميك نسبيًا، وتمتلك الفقرات شيفرون على جانبهم السفلي حيث كان الذيل قد اتصل بالأرض.  هذه كانت ستعمل على حماية العناصر الحرجة مثل الأعصاب والأوعية الدموية إذا استخدم الحيوان ذيله لدعم نفسه عندما يكون على ساقيه الخلفيتين، مثلما يفعل الكنغر في الوقت الحاضر.  اتخاذ هذا الموقف من شأنه أن يحرر أطرافه الأمامية لمعالجة أو خفض الضحية المقصودة. يشير اكتشاف هياكل عظمية كاملة تحافظ على كل من الذيل والتنانير (عظام الترقوة) في كهف كوماتسو الأسترالي في بلدة ناراركورت وبعثة كهف ستار في صحراء نولاربور، إلى أن أسد جرابي يحتوي على ذيل سميك وصلب يتكون من نصف طول العمود الفقري.  ربما تم استخدام الذيل في سلوكيات جديدة لم يتم رؤيتها في جرابيات أخرى، وربما تم الاحتفاظ بها بشكل مستمر.  يشير اكتشاف الترقوة إلى أن الأسد الجرابي قد يكون لديه نوع مماثل من الحركة إلى الشيطان التسماني الحديث.

### العلاقات التطورية
ويعتقد أن أسلاف الأسود الجرابية كانت من حيوانات العاشبة، وهو أمر غير مألوف بالنسبة للحيوانات آكلة اللحوم.  تشير الخصائص القحفية والخصائص الشجرية إلى أن الأسود الجرابية تشترك في سلف مشترك مع الومبات. بينما كانت القارات الأخرى تتقاسم العديد من الحيوانات المفترسة فيما بينها، حيث إنها كانت متصلة بالبر، تسببت العزلة الأسترالية في تحول العديد من أنواعها العاشبة سهلة الانقياد آكلة اللحوم. كان يُعتقد في السابق أن المظاهر الشبيهة بالزهرة تشير إلى أن المسار التطوري للأسد الجرابي كان من سلف البوسوم، ومع ذلك، يتفق العلماء على أن السمات البارزة تقترح سلفًا بطيئًا. ومع ذلك، فإن ميكروليو المكتشفة مؤخرًا هو حيوان يشبه التملك.

#### تركيبات الأسنان

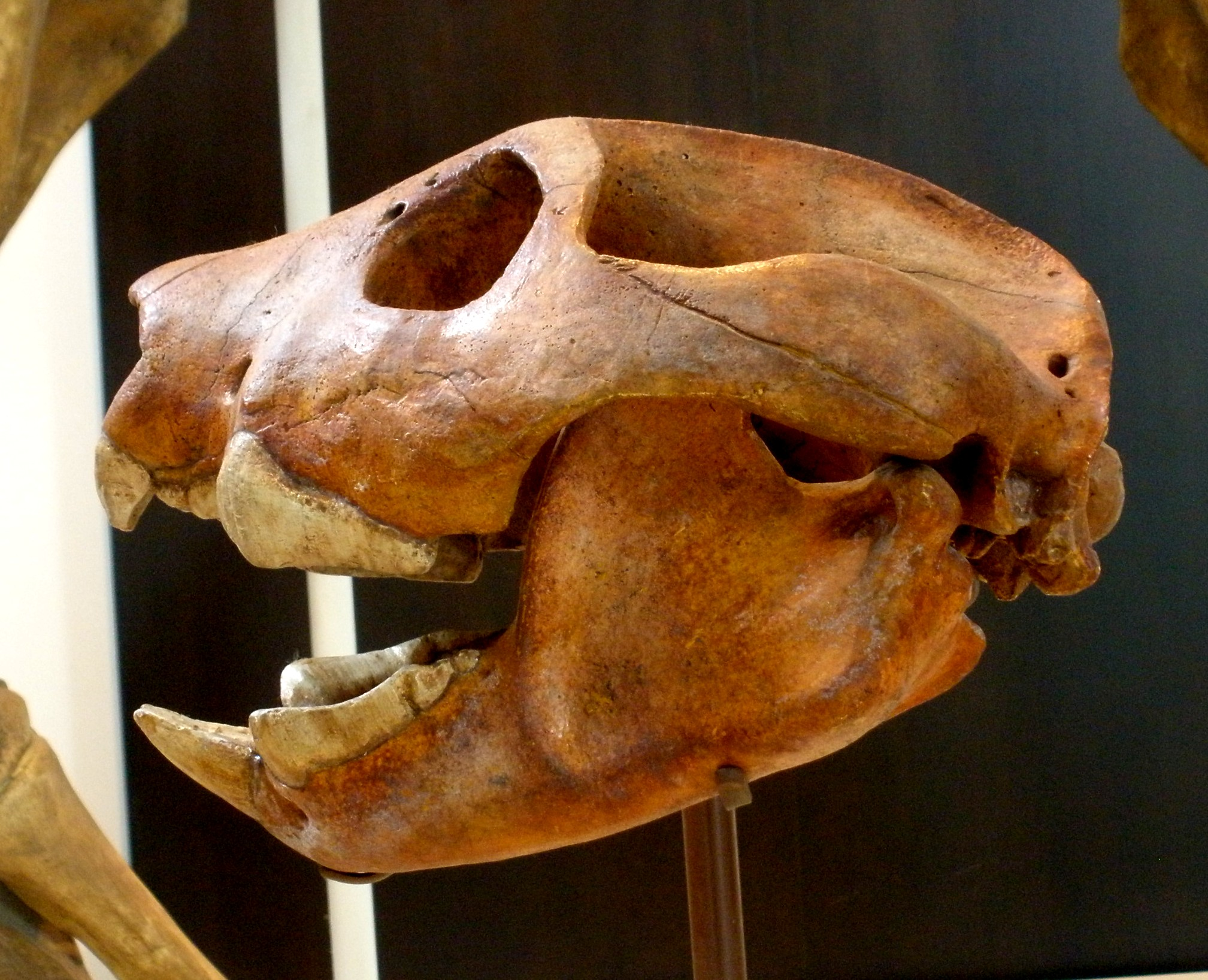
تُظهر جمجمة الأسد الجرابي بوضوح القواطع والأسنان الضخمة التي تشبه الشفرة

كان الأسد الجرابي آكل للحوم متخصص للغاية، كما ينعكس في الأسنان.  مثل الخطوط الثنائية الأخرى، فقد امتلكت قواطع كبيرة في كل من الفك العلوي (الفك العلوي) والفك السفلي (الفك السفلي).  كانت هذه الأسنان (أقلها على وجه الخصوص) تشبه إلى حد كبير أسنان الكلاب المدببة لحيوانات مثل الكلاب والقطط أكثر من تلك الموجودة في حيوانات الكنغر.  كانت الميزة الأكثر غرابة في طب أسنان المخلوق هي الضواغط الكروية الضخمة التي تشبه الشفرة على جانبي فكيها.  عملت الذبائح العلوية والسفلية معًا مثل المقصات، وكانت فعالة جدًا في تقطيع اللحم وقتل الفرائس وطحن العظام.
كانت عضلة الفك للأسد الجرابي كبيرة بشكل استثنائي لحجمها، مما أعطاها عضة قوية للغاية.  تظهر الحسابات البيومترية، مع الأخذ في الاعتبار الحجم، أنه كان لديه أقوى عضة لأي حيوان ثديي معروف أو حي أو منقرض؛  كان لدى فرد يبلغ وزنه 101 كجم (223 رطل) عضة مماثلة لتلك الموجودة في أسد أفريقي يبلغ وزنه 250 كجم (550 رطل).  دراسة مقارنة لقوة اللدغة فيما يتعلق بكتلة الجسم من الأحفوري والأنواع الحديثة، وجدت أن أكبر قوة نسبية تمارسها الفكين كانت هذه الأنواع Priscileo roskellyae.
 باستخدام نموذج ثلاثية الأبعاد المستندة إلى فحوصات التصوير المقطعي بالأشعة السينية، تم العثور على أسود جرابي غير قادر على استخدام عضة المطولة وخانقة المعتادة للقطط الكبيرة الحية.  بدلا من ذلك كان لديهم عضة فعالة للغاية وفريدة من نوعها.  كان من الممكن استخدام القواطع لطعن جسد فرائسهم وتثبيته بينما سحق الفريسة الأكثر تخصصًا القصبة الهوائية وقطعوا الحبل الشوكي وتسبب تمزق الأوعية الدموية الرئيسية مثل الشريان السباتي والوريد الوداجي.  مقارنة بالأسد الأفريقي الذي قد يستغرق 15 دقيقة لقتل فريسة كبير، يمكن للأسد الجرابي قتل حيوان كبير في أقل من دقيقة.  كانت الجمجمة متخصصة في لعب كبير لدرجة أنها كانت غير فعالة في اصطياد الحيوانات الصغيرة، مما ساهم في انقراضها.

## سلوك
تشير نسب أسد جرابي الأطراف وتوزيع كتلة العضلات على الرغم من أنه كان حيوانًا قويًا، إلا أنه لم يكن عداءً سريعًا بشكل خاص.  يتخيل علماء الحفريات أنه كان من الحيوانات المفترسة كمينًا، إما أن يتسلل إلى الفريسة ثم ينقض عليها، أو ينزلها من فروع الأشجار المتدلية (سلوك قد يكون محفوظًا في الذاكرة القبلية وكان الإلهام الأصلي للحيوان الخيالي.  تتحمل، في سلسلة وثائقية لهيئة الاذاعة البريطانية ).  يتماشى هذا مع تصوير الحيوان على أنه مخطط للتمويه من هذا النوع ضروري للمطاردة والاختباء في موطن غابات إلى حد كبير (مثل الببور) بدلاً من مطاردة في المساحات المفتوحة (مثل الأسود). تتبع الحفريات في شكل علامات مخلب وعظام من الكهوف في غرب أستراليا حللها غافن بريدو وآخرون. تشير إلى أن الأسود الجرابية يمكنها أيضًا تسلق وجوه صخرية، ومن المحتمل أن تربى صغارها في كهوف كهذه كوسيلة لحمايتهم من الحيوانات المفترسة المحتملة. يُعتقد أنه قد اصطاد الحيوانات كبيرة مثل ديبروتودون الهائل وحيوانات الكنغر الاستعراضية العملاقة مثل ستينوروس وبروكوبودون، وتنافس مع حيوانات مفترسة أخرى مثل سحلية العملاقة، ميغالانيا، والتماسيح الأرضية مثل Quinkana.  ربما يكون الأسد الجرابي قد يقتل في الأشجار مؤقتًا بطريقة تشبه النمر الحديث. مثل العديد من الحيوانات المفترسة، ربما كان أيضًا زبالًا انتهازيًا، حيث كان يتغذى على الجثث ويطرد الحيوانات المفترسة الأقل قوة منه.  قد يكون لها أيضًا سلوكيات مشتركة تظهرها جرابيات ثنائيات الأسنان الأمامية الحديثة مثل الكنغر، مثل حفر الثقوب الضحلة تحت الأشجار لتقليل درجة حرارة الجسم خلال اليوم.
سمحت الأشعة المقطعية لجمجمة تم الحفاظ عليها بشكل جيد للعلماء بدراسة الهياكل الداخلية وإنشاء دماغ داخلي يوضح ملامح سطح دماغ الحيوان.  تم توسيع الفصوص الجدارية والقشرة البصرية والمصابيح الشمية للمخ، مما يشير إلى أن الأسد الجرابي يتمتع بحواس جيدة من السمع والبصر والشم، كما قد يكون متوقعًا من وجود مفترس نشط.  أيضا، ربما ارتبط زوج من القنوات العمياء داخل تجويف الأنف مع اكتشاف الفيرومونات كما هو الحال في الشيطان تسمانيا.  هذا يشير إلى أنه من المرجح أن يكون لديه عادات التزاوج موسمية وأنه «يستنشق» رفيقته عندما يكون في تزاوج.

## علم البيئة القديمة

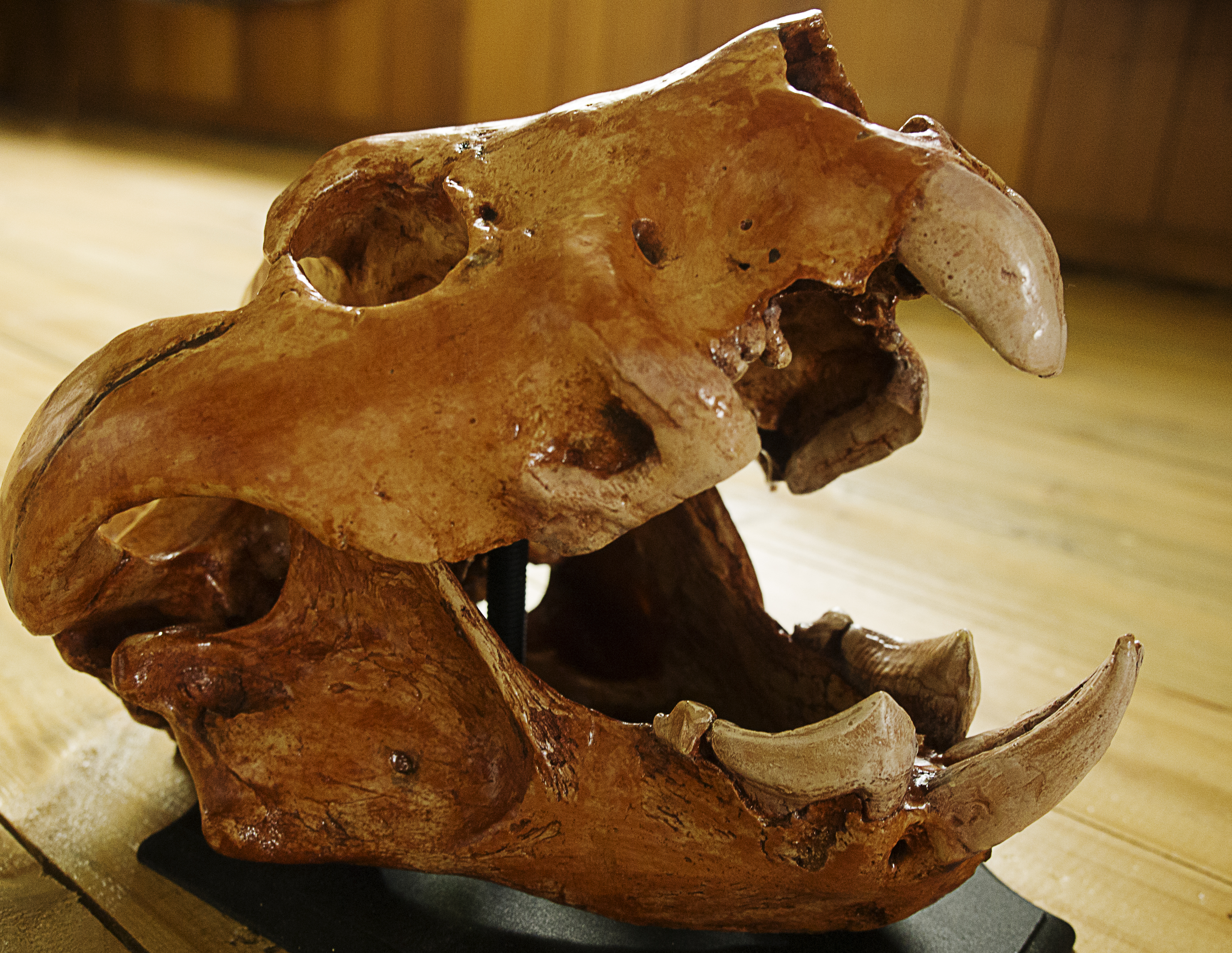
جمجمة الأسد الجرابي

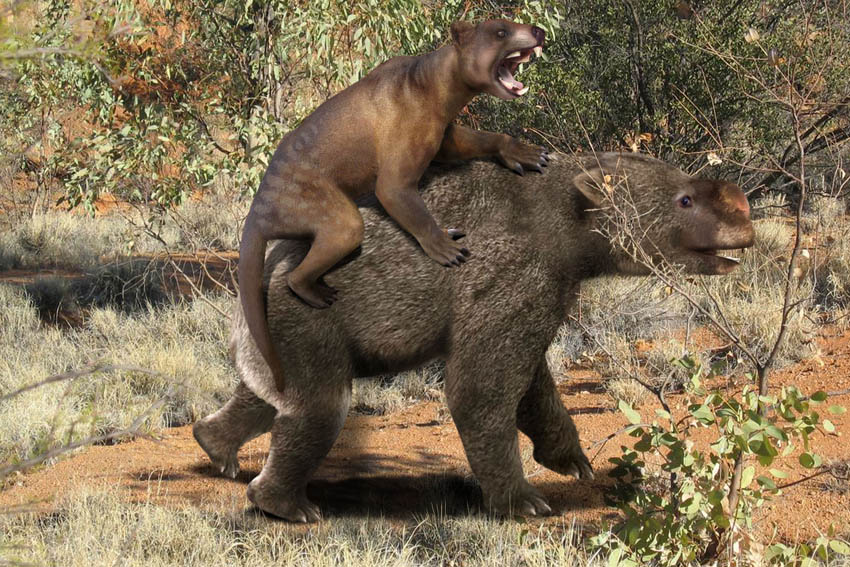
إعادة إنشاء أسد جرابي يهاجم ديبروتودون

تشير العديد من الاكتشافات الحفرية إلى أن أسد جرابي تم توزيعه في معظم أنحاء القارة الأسترالية.  قد تكون نسبة كبيرة من بيئتها مشابهة للثلث الجنوبي لأستراليا اليوم، وهي منطقة شبه قاحلة والأراضي الأشجار القمئية مفتوحة وغابات تتخللها مجاري مائية.
كان يمكن للأسد الجرابي أن يتعايش مع العديد من ما يسمى بالحيوانات الضخمة الأسترالية مثل ديبروتودون، وكنغر العملاق، والميكالانيا، بالإضافة إلى ولب العملاق بروتيمونودن، والومبت العملاق، وطائر الرعد.
كانت الحيوانات الضخمة الأسترالية في العصر البليستوسيني الأسترالي هي الفريسة للأسد الجرابي الرشيق، الذي تم تكيفه بشكل خاص لصيد الحيوانات الكبيرة، ولكنه لم يكن مناسبًا بشكل خاص للقبض على فريسة أصغر.  ربما أدى الانخفاض السريع نسبيًا في أعداد مصدر الغذاء الأساسي الخاص به منذ حوالي 40,000 إلى 50000 عام إلى انخفاض اعداد الأسد الجرابي وانقراضه في النهاية.  وقد أدى وصول البشر إلى أستراليا واستخدام الزراعة ذات الحرائق إلى تراجعهم. يجعل انقراض الأسد الجرابي أستراليا فريدة من نوعها من القارات الأخرى لأنه لم يتم استبدال الحيوانات المفترسة الكبيرة للثدييات بالأسود الجرابية بعد اختفائها.

## تصنيف
يتم تصنيف الأسد الجرابي في ترتيب ثنائيات الأسنان الأمامية جنبا إلى جنب مع العديد من جرابيات أخرى معروفة مثل الكنغر، والبوسوم، والكوالا.  تم تصنيفها كذلك في فصيلة، الأسود الجرابية، والتي تم التعرف على ثلاثة أجناس و 11 نوعًا، جميعها منقرضة.  غالبًا ما يتم تطبيق مصطلح الأسد الجرابي (أحرف صغيرة) على أفراد آخرين من هذه الفصيلة.  أدت الخصائص المميزة التي تشبه الإمكانات إلى اعتبار جنس الأسد الجرابي كأعضاء في Phalangeroidea لعدة عقود.  على الرغم من أن بعض المؤلفين واصلوا التلميح للارتباطات الكتائبية للأسود الجرابية مؤخرًا في التسعينيات، إلا أن الشخصيات القحفية والشخصيات الأخرى أدت عمومًا إلى إدراجها ضمن ومبتيات الشكل، وكأعضاء جذريين في سلالة الومبت. ومُثلت مرة واحدة أكثر من 60 نوعا من الأشكال آكلة اللحوم، والعاشبة، والأرضية وشجرية تتراوح أسد الجرابي وغيرها من ومبتيات الشكل متنوعة بيئيا ومورفولوجيا تتراوح في حجمها من 3 كجم إلى 2.5 طن.  نجت اثنتان فقط من الفصائل الممثلة بأربعة أنواع من الحيوانات العاشبة (الكوالا وثلاثة أنواع من الومبت) في العصر الحديث، وتعتبر أقرب الأقارب لأسد جرابي.

## حفريات

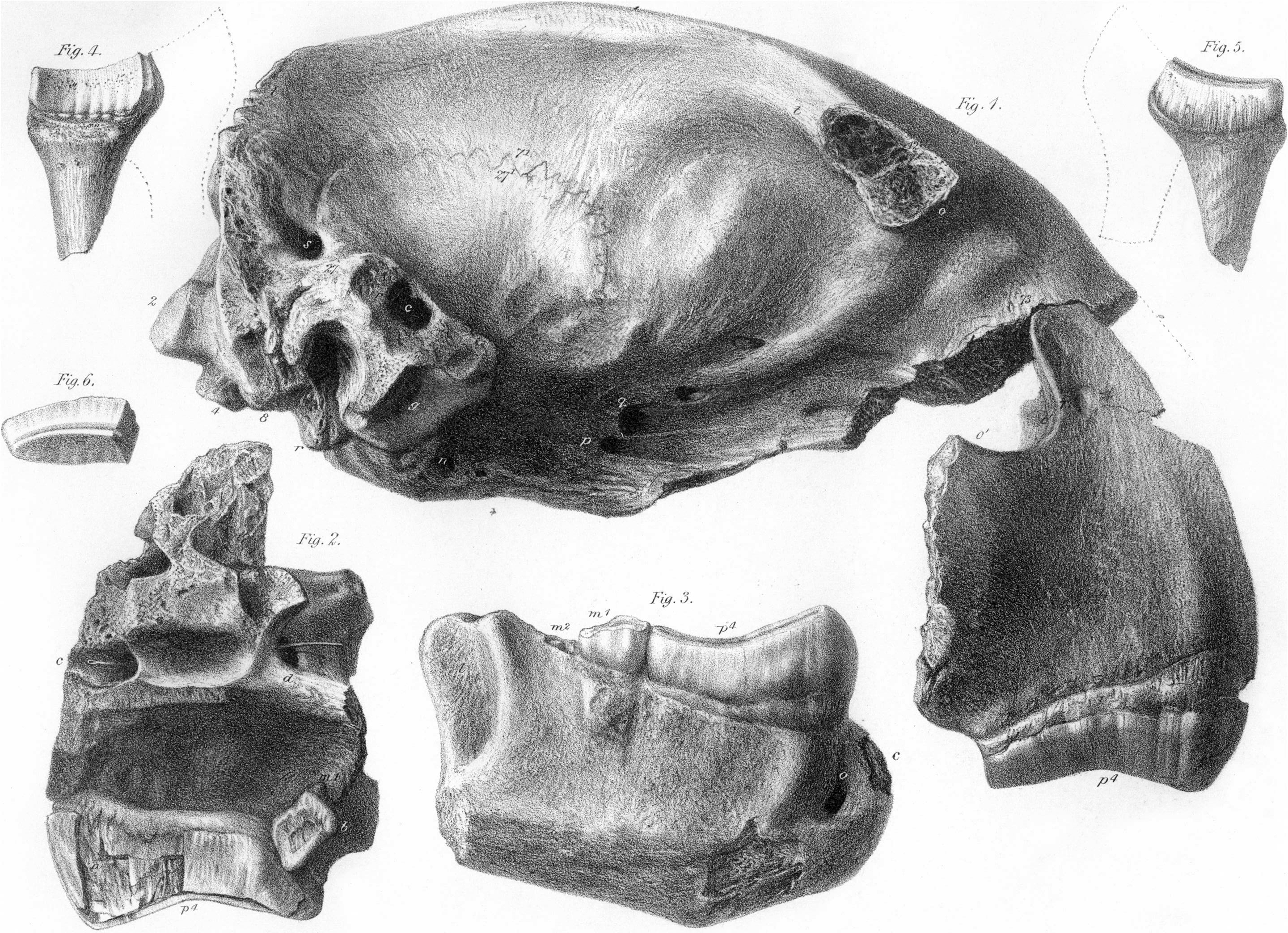
رسم لشظايا جمجمة أسد الجرابي بقلم ريتشارد أوين

تم العثور على حفريات الأسد الجرابي في عدة مواقع في أستراليا منذ منتصف القرن التاسع عشر.  تم اكتشاف هيكل عظمي كامل مفصلي في كهوف من الحجر الجيري تحت سهل نولاربور في عام 2002. لم يتم أنصهار نهايات العظام الأطراف بالكامل، مما يشير إلى أن الحيوان لم ينمو بالكامل.
على عكس معظم الحفريات، لم تكن هذه العظام ممعدنة وتم الحفاظ عليها في هذه الحالة لنحو 500000 عام بسبب انخفاض درجة الحرارة ودرجة الحرارة الباردة للكهف.  تم العثور على البقايا الجزئية لعشرة أفراد آخرين في هذا الكهوف أو في مكان قريب، إلى جانب مئات من العينات الأخرى من الحيوانات الأخرى.
يبدو أن الحيوانات سقطت على موتها عشرات الأمتار أدناه، من خلال فتحات ضيقة في سقف الكهوف المعروفة بأسم المجاري.  تشكلت الكهوف وأحواض المياه عن طريق المياه الجوفية التي تذوب ببطء وتآكل الحجر الجيري لتشكيل قاع السهل (مرة واحدة في بحر ضحل).
تم العثور على حفريات أثرية لأسد جرابي في قاع بحيرة في جنوب غرب فيكتوريا، إلى جانب مسارات أمراض روماتيزمية، و ديبروتودون ، وكنغريات.  تمت طباعة البصمات على مدى فترة زمنية قصيرة مما قد يوحي بوجود علاقة بين الأسد الجرابي والأصناف الأخرى الموجودة. بالإضافة إلى ذلك، تم العثور على حفريات لجسم أسد جرابي في نفس المنطقة وتاريخها في نفس الوقت تقريبًا حفرياتها النادرة، وهي مصادفة نادرة للغاية وقد تساعد في تقييم أكثر اكتمالا للتنوع البيولوجي في أستراليا خلال فترة العصر البليستوسين.  هناك حفريات أخرى عثر عليها في الموقع تحمل علامات عضة سببها الأسد الجرابي.

## انقراض
كما هو الحال مع معظم الحيوانات الضخمة الأسترالية، تظل الأحداث التي أدت إلى انقراض الأسد الجرابي غير واضحة إلى حد ما.  السببان الرئيسيان المفترضان هما تأثيرات تغير المناخ على المدى الطويل (سواء في شكل ظواهر مناخية شديدة التردد أو تغيرات أكثر دقة في أنظمة درجات الحرارة وأنماط هطول الأمطار وما إلى ذلك)، وضغط الصيد وتغيرات الموائل التي يفرضها البشر. يبدو أن الخيار الأخير يبدو أكثر ترجيحًا.
عندما وصل البشر المعاصرون لأول مرة إلى أستراليا، على الأرجح قبل أكثر من 60,000 عام، يُعتقد أن لديهم تأثيرات كبيرة على النظام البيئي من خلال صيد الحيوانات الكبيرة بكفاءة وتغيير أنماط النباتات من خلال زراعة العصي.  وقد تورط هذا في كثير من الأحيان في اختفاء غالبية الحيوانات الأسترالية الكبيرة خلال العصر الجليدي.
من ناحية أخرى، يبدو أن العديد من المواقع الأحفورية الأسترالية تسجل سجلات لاختفاء الكائنات الحيوانية الضخمة قبل الوجود البشري في المنطقة بفترة طويلة، مما يعطي أهمية للتفسير القائل بأن العوامل الأخرى، على الأرجح المرتبطة بالمناخ، هي الدوافع البارزة.  ومع ذلك، تعرضت معظم هذه المواقع إلى تآكل شديد، مما تسبب في إعادة صياغة الحفريات الأصغر سناً في الرواسب القديمة.  يبقى السؤال موضوع البحث المستمر.

## أنضر أيضا
• حيوانات ضخمة الأسترالية
• حيوانات البليستوسين الضخمة